# Ciecz wodnista
Ciecz wodnista (łac. humor aquosus) – substancja wypełniająca przednią komorę oka. Występuje w ilości ok. 0,3 cm³ w każdej gałce ocznej. Przeźroczysta ciecz wytwarzana w tylnej komorze oka w wyrostku rzęskowym w ilości ok. 2 mm³/min. Przez źrenicę dostaje się do komory przedniej oka. Stamtąd nadmiar cieczy wodnistej jest odprowadzany kanałem Schlemma do żył rzęskowych i spojówkowych. Ciecz wodnista odprowadza szkodliwe produkty przemiany materii oraz odżywia rogówkę i soczewkę.